# Gare de Boeil-Bezing
La gare de Boeil-Bezing est une ancienne gare ferroviaire française de la ligne de Toulouse à Bayonne, située sur le territoire de la commune de Boeil-Bezing, dans le département des Pyrénées-Atlantiques en région Nouvelle-Aquitaine.

## Situation ferroviaire
Établie à 230 mètres d'altitude, la gare fermée de Boeil-Bezing est située au point kilométrique (PK) 204,711 de la ligne de Toulouse à Bayonne, entre les gares de Baudreix (fermée) et d'Assat.

## Histoire

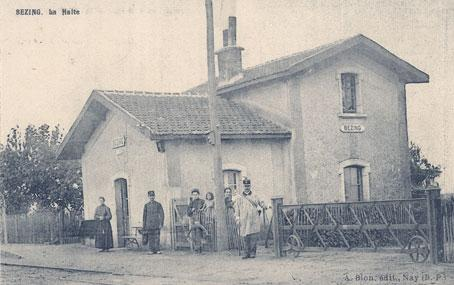
Halte de Bezing

En 1867 la Compagnie des chemins de fer du Midi et du Canal latéral à la Garonne a achevé la ligne de Toulouse à Bayonne, la voie ferrée dessert désormais Boeil-Bezing. Cette même année, le 28 décembre, a lieu la fusion des deux communes, néanmoins la station porte le nom de Bezing. Ce n'est que vers 1900 qu'elle est nommée du nom complet de la nouvelle commune Boeil-Bezing.
En 1927 la commune fait construire un abri qui tient lieu de salle d'attente. À cette époque, environ 1 500 voyageurs prennent le train chaque mois. 
Dans les années 1930, la gare connaît une affluence toujours croissante et permet le transport de quelques marchandises peu encombrantes. Ainsi la laiterie Cazajus expédie son beurre à Tarbes une fois par semaine et Madame Minvielle (de Bordes) part tous les matins à Pau pour vendre son lait au porte à porte. Le lundi, on charge légumes et volailles à destination du marché de Pau.
La fermeture de la gare intervient en 1967[réf. nécessaire]. Néanmoins jusqu'en 1995 la gare de Boeil-Bezing a vu s'arrêter au moins un train par an. Les marcheurs Pau-Lourdes par le chemin Henry IV partaient à pied puis revenaient en train qui s'arrêtait à Boeil-Bezing pour y déposer les marcheurs des environs. L'école et des colonies de vacances l'ont aussi utilisée.

## Patrimoine ferroviaire
L'ancien bâtiment voyageurs est présent sur le site en 2010.

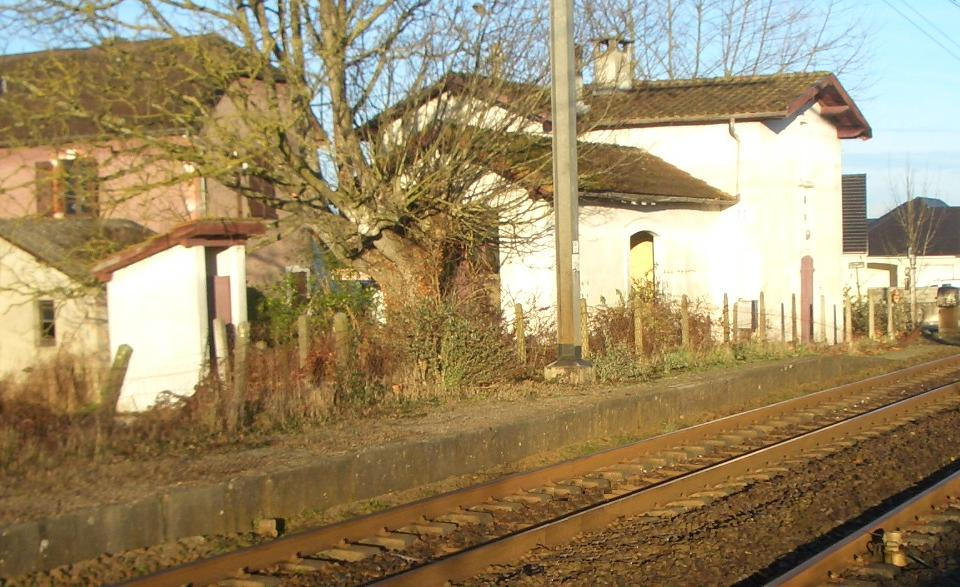
La gare en 2010.